# Sera (entreprise)
Pour les articles homonymes, voir Sera.
Sera GmbH est une entreprise allemande spécialisée dans les bassins de jardins. Elle offre des produits d'entretien de l'eau et d'alimentation pour poissons.

## Historique
Sera fut fondée en 1970 par Josef Ravnak, un vendeur de nourriture pour animaux.